# 源方子
源 方子（みなもと の まさこ、治暦2年〈1066年〉 - 仁平2年3月21日〈1152年4月27日〉）は、中納言藤原長実の妻。村上源氏。父は堀河左大臣源俊房。美福門院藤原得子（鳥羽天皇皇后・近衛天皇生母）の母。
長承2年8月19日（1133年9月19日）に夫長実と死別した後、翌年出家して越後尼公と呼ばれた。久安2年10月4日（1146年11月9日）、正一位に叙する詔書、位記及び下記の宣命を受けた。生前における正一位叙位は史上6人目で、以後700年余りにわたって例がなかった。娘の藤原得子が鳥羽法皇の寵愛を受けていたこと、永治元年（1141年）に孫の体仁親王が近衛天皇として即位したことなどが正一位叙位の理由であった。聖武天皇の母親の藤原宮子が生前に正一位に叙されていた前例も、この生前叙位の要因の一つであったと考えられている。
仁平2年3月21日（1152年4月27日）、87歳で没した。

## 源方子 叙正一位宣命
出典：「本朝世紀」